# تپه زرقان ۲
تپه زرقان ۲ مربوط به دوران‌های تاریخی پس از اسلام است و در شهرستان همدان، بخش فامنین، روستای زرقان واقع شده و این اثر در تاریخ ۱۱ شهریور ۱۳۸۲ با شمارهٔ ثبت ۹۸۶۲ به‌عنوان یکی از آثار ملی ایران به ثبت رسیده است.